# Carlos Hugo de Bourbon-Parma

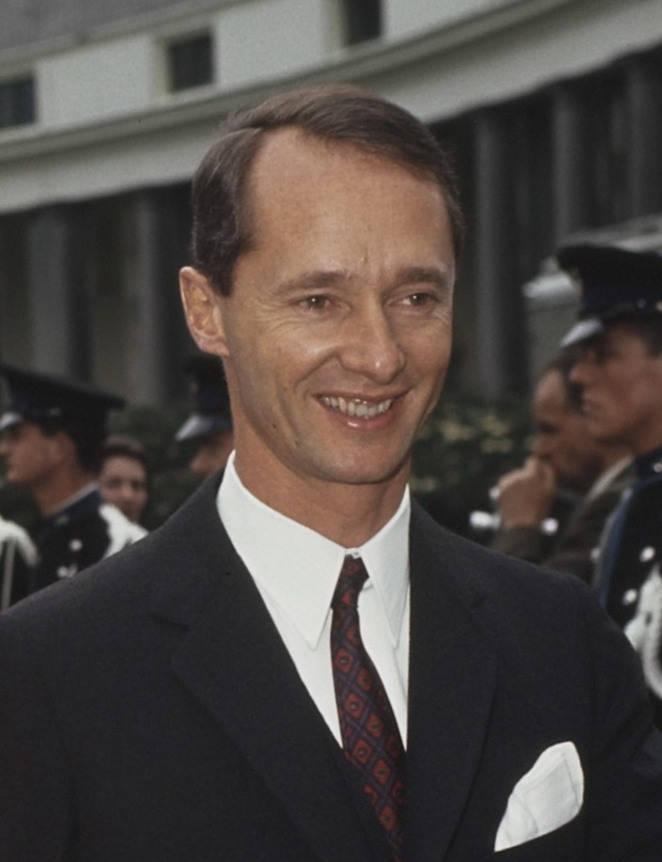
Carlos Hugo de Bourbon-Parma

Carlos Hugo, Duce de Parma și Piacenza (n. 8 aprilie 1930, Paris, Île-de-France, Franța – d. 18 august 2010, Barcelona, Catalonia, Spania) a fost Șeful Casei de Bourbon-Parma (o ramură a Casei de Bourbon) din 1977 până la moartea sa. Carlos Hugo a fost pretendent la tronul ducatului de Parma și pretendent carlist la tronul Spaniei sub numele de Carlos Hugo I.
S-a născut la Paris din descendenți direcți ai regelui Ludovic al XIV-lea al Franței și a fost botezat Hugues Marie Sixte Robert Louis Jean Georges Benoît Michel. Tatăl său a fost Xavier, Duce de Parma iar mama Madeleine de Bourbon. La 28 iunie 1963 a fost numit oficial de Curtea de Apel din Sena Charles Hugues. A fost cetățean francez și din 1980 cetățean naturalizat spaniol.
La 29 aprilie 1964, la Roma, s-a căsătorit cu Prințesa Irene a Olandei. După ceremonie, Carlos Hugo și Irene au avut o audiență privată cu Papa Paul al VI-lea. Ei și-au petrecut luna de miere în Las Palmas de Gran Canaria, după care s-au stabilit la Madrid.
Carlos Hugo și Irene au divorțat la 26 mai 1981. Ei au avut patru copii:
- Prințul Carlos Javier Bernardo Sixto María de Bourbon Parma (n. 27 ianuarie 1970)
- Prințesa Margarita María Beatriz de Bourbon Parma (n. 13 octombrie 1972)
- Prințul Jaime Bernardo de Bourbon Parma (n. 13 octombrie 1972)
- Prințesa María Carolina Cristina de Bourbon Parma (23 iunie 1974)

În februarie 2008 a fost dezvăluit faptul că Carlos Hugo a fost tratat pentru cancer. La 2 august 2010 el a anunțat, prin intermediul site-ul său oficial, că starea lui de sănătate s-a deteriorat și mai mult. A murit la 18 august 2010 la Barcelona, la vârsta de 80 de ani. 